# サロゲート -危険な誘い-
『サロゲート -危険な誘い-』（原題:When the Bough Breaks）は2016年にアメリカ合衆国で公開されたスリラー映画である。監督はジョン・カサー、主演はモリス・チェストナットとレジーナ・ホールが務めた。本作は日本国内で劇場公開されなかったが、2017年2月22日にDVDが発売された。

## ストーリー
テイラー夫妻（ジョンとローラ）は共に40代になってしまい、一刻も早く子供を授かろうとしていたが、何をやっても上手く行かなかった。ローラは過去3回の流産を経験しており、精神的にも限界が近付いていた。2人は妊娠を諦め、代理母としてアナと名乗る女性を雇うことにした。しばらくして、アナが恋人のマイクに暴力を振るわれるという事件が発生し、アナはテイラー夫妻の自宅に匿われることとなった。
お腹が大きくなるにつれて、アナは「私のお腹にいる子供はジョンと私の子供であって、ジョンとローラの子供ではない」と思うようになった。そんな折、マイクがアナを尋ねてきた。マイクがアナに暴力を振るったのは、アナをテイラー夫妻の自宅に送り込むための仕込みであった。アナは夫妻と暮らしながら、代理母のギャラをつり上げるための交渉を行う機会を窺っていたのである。ところが、ジョンを愛するようになったアナにとって、マイクは最早邪魔者でしかなかった。口論の末、アナはマイクを刺殺してしまった。
アナの行動はエスカレートしていき、ついにはジョンの職場に押しかけるようになった。事ここに至り、ジョンはアナの異常さを認識するが時既に遅かった。アナはローラを排除して自分がジョンの妻の座に収まることしか考えておらず、そのためには赤ちゃんを人質として利用することも辞さない精神状態にあったのである。

## キャスト
- モリス・チェストナット - ジョン・テイラー
- レジーナ・ホール - ローラ・テイラー
- ジャズ・シンクレア - アナ・ウォルシュ/アナ・デヴォスト
- テオ・ロッシ - マイク・ミッチェル
- ロマニー・マルコ - トッド・デッカー
- マイケル・K・ウィリアムズ - ローランド・ホワイト
- グレン・モーシャワー - マーティン・クーパー
- ジジ・アーネタ - グレース・パーク医師

## 製作
2014年10月29日、本作の監督にジョン・カサーが起用されると報じられた。11月18日、モリス・チェストナットとレジーナ・ホールが本作に出演するとの報道があった。12月16日、ジャズ・シンクレアがキャスト入りした。2015年1月8日、テオ・ロッシの出演が決まったと報じられた。2月、本作の主要撮影が始まった。

## 公開・興行収入
本作は2016年9月16日に全米公開される予定だったが、後に同年9月9日に公開日が前倒しされた。
2016年4月13日、本作のオフィシャル・トレイラーが公開された。
本作は『フォービドゥン/呪縛館』、『ロビンソン・クルーソー』、『ハドソン川の奇跡』と同じ週に封切られ、1600万ドル前後を稼ぎ出すと予想されていたが、実際の数字はそれを若干下回るものとなった。2016年9月9日、本作は全米2246館で公開され、公開初週末に1420万ドルを稼ぎ出し、週末興行収入ランキング初登場2位となった。

## 評価
本作は批評家から酷評されたが、その矛先はテレビ映画を思わせるチープな演出に集中した。映画批評集積サイトのRotten Tomatoesには23件のレビューがあり、批評家支持率は13%、平均点は10点満点で3.6点となっている。サイト側による批評家の見解の要約は「底が浅く、陳腐で、サスペンスのかけらもない失敗作だ。『サロゲート -危険な誘い-』は米国内のスリラー映画ファンがそれまでに見たことがない要素を何一つとして提示していない上に、出来も酷い。」となっている。また、Metacriticには9件のレビューがあり、加重平均値は28/100となっている。なお、本作のCinemaScoreはBとなっている。